# علي طبنجات
علي طبنجات هو ممثل مصري بدأ مسيرته الفنية سنة 1924 في بدايات السينما المصرية الصامتة واشترك في تمثيل الفيلم القصير «الباشكاتب» من تصوير وإخراج محمد بيومي سنة 1924م، وأدى في السينما ادوار الرجل البلدي المعلم وصاحب القهوة ومن أفلامه «جوهره» و «شهداء الغرام» و «الحظ السعيد»، وغيرها.

## الأعمال
- 1945: الحظ السعيد
- 1945: المظاهر
- 1945: قصة غرام
- 1944: شهداء الغرام
- 1943: جوهرة
- 1939: العزيمة (فيلم)
- 1939 : دنانير (فيلم)
- 1935 : بواب العمارة (فيلم)
- 1924: الباشكاتب (فيلم)